# 천생연분 (1982년 드라마)
《천생연분》은 1982년 1월 4일부터 1982년 9월 17일까지 방영된 KBS 2TV 일일 드라마(7시~8시대)이다.

## 방송 시간
| 1월 4일 ~ 1월 22일  | 매주 월요일 ~ 금요일 저녁 7시 ~ 7시 20분      | 20분 |
| 1월 25일 ~ 2월 12일 | 매주 월요일 ~ 금요일 저녁 7시 35분 ~ 8시      | 25분 |
| 2월 15일 ~ 9월 17일 | 매주 월요일 ~ 금요일 저녁 7시 25분 ~ 7시 50분 | 25분 |

## 등장 인물
- 김성원
- 사미자
- 한진희
- 금보라
- 정영숙
- 한혜경
- 백준기
- 박영목
- 황정아
- 장미자
- 하미혜
- 김을동

## 참고 사항
- 1966년 TBC에서 방영한 《공주며느리》와 비슷한 소재로 신선함이 없다는 우려도 있었다.[1]